# 剣と魔法のログレス
『剣と魔法のログレス』（けんとまほうのログレス）は、Aimingが開発しマーベラスによって運営されていたオンラインゲーム（MMORPG） 。

## 概要
マーベラスのオリジナルIPによるMMORPG。キャラクターデザインはうきが担当。
公式サイトからMoog IDでログイン、もしくはヤフーモバゲーから始めることができる。2011年9月22日にベータ版のサービスが開始し、同年10月5日に正式にサービスが開始された。2012年4月からは、MOOG IDやヤフーモバゲーIDでの登録の必要なしに、ハンゲームIDのみでもプレイが可能となった。
JAVAによって稼動しているブラウザゲームであるため、インストールの必要がなく、なおかつ同期で通常のMMORPGとして機能していることを持ち味として売っており、広告でも「これはもうブラウザゲームじゃない」と謳っている。
クエストをクリアし、レベルアップしていく戦闘系・探検系ゲームであるがクエストをクリアせずとも通常のフィールドでの狩りも可能であり、一般的なインストールが必要なMMORPGと変わりないプレイ感覚である。職業なども自由に変更できる。
基本的には無料だが、有料のサービスを受けることで特定のアイテムを受け取ることができる。また季節ごとにそれに因んだ装備品が期間限定で実装され、これらも決まって有料サービスとなっているが、一度も装備しない状態でなら市場にて売り出すことが可能であり、期間終了した装備品についてはこれにより高額で購入する以外方法はない。
2013年にはスマートデバイス向けとして『剣と魔法のログレス いにしえの女神』のサービスが開始。
プラットフォームであるAdobe Flash Playerが2020年にサポートを終了する事を理由として、2019年8月30日をもってサービスを終了した。

## ストーリー
とある世界の平和な大陸に、突如モンスターが謎の大量発生。モンスターの波は次々に大陸を席巻し、いくつもの国を滅亡へとおいやった。
もはや、人々に残された最後の砦は、ログレス王国の首都のみとなる。
プレイヤーはモンスターを狩る【ハンター】の一員となって、大陸中にはびこるモンスターを討伐し、再び元の平和な大陸を取り戻すために戦う日々を過ごす。

## 職業
攻撃方法に物理直接攻撃、物理間接攻撃、魔法攻撃があり、物理直接攻撃を使用すると敵キャラから反撃カウンターのスキル攻撃を受ける可能性がある。
現在システムでは全職にそれぞれの武器防具を装備する可能であり、他の職のステータスに影響を及ぼすことになる。
2013年2月28日のアップデートにより各職のバランス調整が行われた。
ノービス
キャラクター登録時最初の職業になっている。レベルは最大10まで、片手剣を武器とする。
クエスト以降、5つの職が選べるようになる。当初はゲーム内通貨による有料転職だったが、現在は無料にて転職が可能になった。
ファイター
物理直接攻撃を行い、両手剣や両手斧を武器とする。防御を犠牲にして大幅に攻撃力を強化するスキルや強力な反撃を行うスキルを持っている。回復スキルが無く、強力な敵と戦う場合には速戦戦術か回復を行えるものの同行が必須である。物理直接攻撃方法しかないため、強力な反撃カウンタースキルを持つ敵との対決の場合、それを無効化できるスキルなどの利用も考えられる。
ナイト
物理直接攻撃、魔法攻撃を行い、盾槍、盾剣を武器とする。HP物理防御が非常に高い。回復スキルや庇うスキル、物理防御強化、カウンターなどのスキルを持っている。カウンタースキルは敵の物理直接攻撃を無効化したうえで、ダメージ与えることが可能な強力なスキルである。盾槍、盾剣にもカウンターが付与される場合があり、味方をかばいつつカウンター攻撃の利用も考えられる。
現在もっとも不遇と思われていたが、最新のアップデートでバランス調整が行われた。また雪山フィールド、闇と光アニマでは多大な存在感を持つ。
レンジャー
物理間接攻撃、魔法攻撃を行い、弓を武器とする。異常属性付与攻撃、全体物理関節攻撃、一部風属性の魔法、回復スキル、敵反撃カウンター無効化スキルを持っている。攻撃力はファイター、マジシャンには劣るものの、麻痺毒睡眠を付与する攻撃で戦線の打開に影響を与えたりすることができる。
一時期、睡眠連鎖の攻撃が可能であったため最も人気のある職であった。現在は以前よりは人気は無くなったが、人気の職である。
プリースト
物理直接攻撃、魔法攻撃を行い、メイスを武器とする。数多くの回復魔法や支援魔法、光属性攻撃魔法を持っている。回復魔法、復活魔法はPT戦において必須となるシチュエーションも多い。
マジシャン
物理間接攻撃、魔法攻撃を行い、杖を武器とする。魔法攻撃と支援（能力増幅）魔法のスキルを持っている。同作では魔法攻撃は必中のようだ。今の所大器晩成型で、課金するか、装備をちゃんと整えるかで戦闘は厳しい。

## 用語
名声
ゲーム内の活躍度を表す数値。特定のクエストをクリアし、報酬受諾ボタンを押すと上昇。ハンターランク向上においては肝心な数値である。ハンターランクを一つ上に上げるには、これを上限までためる必要がある。
ソロ
パーティを組まずに一人で冒険をこなす事。PTプレイを推している今作においては、Lvが上がるにつれて厳しくなっていく。
パーティ
同時にプレイしているプレイヤーと協力して冒険をこなす行為。近作ではパーティへ誘うほか、戦闘中の人物の助っ人として飛び込んだ際にも発生するシステムになっている。後衛職にとっては命綱となるシステム。
poro
ゲーム内の通貨。敵を倒したり、特定のクエストをクリアすると手に入り、武器を買ったりすると減る。
1000万poroでカンストする
GP
ギルドポイントの略称。ギルドコールをこなして入手するか、一部の特殊アイテムを交換することで増やすことが出来る。また、カオスと呼ばれるモンスターを討伐することにより大量のGPを得ることも可能。これでのみ購入できるアイテムもあり、各ギルドでそれらのアイテムを購入することができる。
コスト
同作にはMPやSPといったものではなく、時間によって溜まっていくゲージをコストとして消費してスキルを使うことが出来る。無論強力なスキルほど消費コストが高く、乱発は出来なくなっている。コストは最大5までためることが出来る。
ガチャ
特定のアイテムを手に入れることが出来るクジのようなものであり、現代におけるガチャポンマシーンのような形をしている。LP(課金)を消費するものが3種とGPを消費するものが一種あり、町などでいつでも引くことが出来る。
アニマ
アニマプロージョンというモンスターの大量発生の中心に存在するボスのようなもの、これらを退治していくのが本筋だが一度たおすと次に同じクエストを受けることも出来、その際に＋1などと数字が高くなる。このモンスターの強さはこの数字に比例して強くなるが、討伐した際の報酬も同時に豪華なものになっていく。
おしゃれ装備
この世界では装備品の外見がそのままキャラクターの外見に適用されるものになるが、このおしゃれ装備に装備したものが外見に最優先されるため、どれだけ装備をかえても自分の気に入ったコーディネイトで歩き回ることが出来る。ただし、通常装備品と同じようにその職業が装備できるものに限られる。
☆（ほし）
モンスターのランクを示すものでレアモンスターなどによくついている。フィールドを出歩くモンスターの中にまれにこれらのついたモンスターがあらわれ、レベルはそのままだが非常に強力な強さを誇る。主に「レジェンド」「キング」「マスター」などの文字が最初につくことが多い。また特定の場所に出現する強力なモンスターにもこれらがつく場合もある。ウェザニス、秘境のSレアエネミーに遭遇した時は、BGMが独自のものに変わる。
英雄
かつての英雄達が英雄石というアイテムによって呼び出されたもの。エクステンションという能力によって英雄たちの技を使うことも可能である。エクステンション使用後に再度エクステンションを使うまでには多少の時間が必要である。

## レベル
現在の所、Lv50までである。
ただし、転職していないノービスはLv20までである。

### レベルアップするのに必要な経験値
敵を倒して手に入れた経験値(EXP)がある一定までたまるとレベルアップする。
| Lv | レベルアップに必要なEXP | そのレベルに達するまでに必要なEXPの合計 |
| -- | ----------------------- | --------------------------------------- |
| 1  | 120                     | 0                                       |
| 2  | 200                     | 120                                     |
| 3  | 400                     | 320                                     |
| 4  | 680                     | 720                                     |
| 5  | 1000                    | 1400                                    |
| 6  | 1400                    | 2400                                    |
| 7  | 1800                    | 3800                                    |
| 8  | 2200                    | 5600                                    |
| 9  | 2600                    | 7800                                    |
| 10 | 3000                    | 10400                                   |
| 11 | 3600                    | 13400                                   |
| 12 | 4200                    | 17000                                   |
| 13 | 4800                    | 21200                                   |
| 14 | 5400                    | 26000                                   |
| 15 | 6000                    | 31400                                   |
| 16 | 6600                    | 37400                                   |
| 17 | 7200                    | 44000                                   |
| 18 | 7800                    | 51200                                   |
| 19 | 9400                    | 59000                                   |
| 20 | 10000                   | 68400                                   |
| 21 | 12400                   | 78400                                   |
| 22 | 14800                   | 90800                                   |
| 23 | 17200                   | 105600                                  |
| 24 | 19600                   | 122800                                  |
| 25 | 22000                   | 142400                                  |
| 26 | 24400                   | 164400                                  |
| 27 | 26800                   | 188800                                  |
| 28 | 29200                   | 215600                                  |
| 29 | 31600                   | 244800                                  |
| 30 | 48000                   | 276400                                  |
| 31 | 72000                   | 324400                                  |
| 32 | 108000                  | 396400                                  |
| 33 | 162000                  | 504400                                  |
| 34 | 243000                  | 666400                                  |
| 35 | 364500                  | 909400                                  |
| 36 | 550000                  | 1273900                                 |
| 37 | 750000                  | 1823900                                 |
| 38 | 980000                  | 2573900                                 |
| 39 | 1230000                 | 3553900                                 |
| 40 |                         | 4783900                                 |

注意：ノービスはレベル10でレベルアップに必要な経験値を満たしてもレベルアップしない。

## 主なエリア
ワールドマップに表示されているエリアについて説明する。モンスター出現地には昼と夜があるが、エリアそのものが違うと言ってもよい。出現するモンスターも違うし、一日中居ても昼は昼、夜は夜である。一般に、昼より夜の方が敵が強い。

### グランヴェルレー城
ゲームの出発地。モンスターはいない。
城下町
クエストボードや、武器・防具の売買など、重要なことができる場所。
大工房
武器・防具を合成して強化したり、コアを取り付けたりできる。
クエスト「大工房で合成しよう」をクリアすると立ち入りが許可される。
コーディネートルーム
アバターを変更することができる。
クエスト 「コーディネートをしてみよう」を受諾することで開放される
シルベリー・ガレリア・グリュネ本部
ギルドの本部。転職屋やギルドショップ、ギルドマスターがいる。
女王の間
アニマのクエストを受諾し、ミドと会話すると立ち入れる。

### キルギム草原
最初に立ち入りが許可されるモンスター出現地。始まりの草原、風鳴きの丘、キルギム湖、悪魔の岩場で構成される。敵は弱く、川や湖などが多い。レベルが16くらいまでの場合、ガダルーク山岳地帯で強敵を倒すよりも、ここで3体の敵と1人で戦う方が効率的にレベルアップできる。

### ガダルーク山岳地帯
登山道、渓谷の砦、翼獣の巣、秘境へ続く道で構成されている。
また、夜のエリアでは秘境エリアが実装された。
岩が多く、敵もそこそこ強い。
翼獣の巣入り口あたりのボード付近にいる敵は一気に4,5匹出てきて、経験値も1000あまり獲れるので、Lv,20くらいになったらお勧め。

### エルネの森
迷いの陰樹林、メヌール湿地、木の葉絨毯、世界樹の園で構成されるマップ。昼の最奥部に山岳と同様秘境が実装された。

世界樹の園の最深部では昼と夜マップそれぞれに固定ボスが配置されている。

2012年7月において世界樹最深部付近の敵ユニットが最大レベルになっている。

### ルムムト砂漠
カマディク砂丘、リラブラ谷、ウンデア洞窟、ボエナケプールによって構成されるマップ。

ボエナケプールの最深部には昼と夜のそれぞれに固定ボスが存在する。

2012年7月現在では多くのプレイヤーが装飾狩りと呼ばれる、狩りを行っている。
2015年4月16日に、新しい秘境である「秘境-砂漠の遺跡-」が実装された。

### ウェザニス大雪山
2012年8月2日に実装。2012年7月26日に公式ページより今後のアップデート予定であるRoadMapの中で発表された。獲得EXPは、他エリアの3倍獲得できる

### イベンアイランド
試練イベントなどが開催されているマップ。

普段は何もできないが、各種属性の試練など時限性イベント開催時には、ワープ屋によって別の島へと飛ばされる。

### 英霊武闘会場
英霊武闘会場 -修練の間-、英霊武闘会場 -VIPルーム-ボエナケプールによって構成されるマップ。

修練の間では、プレイヤー同士のデュエルや、ヒーローチャレンジなどが行える。VIPルームは、英霊武闘大会の栄誉の証がないと、奥へと通してもらえない。

### クランアジト
クランに加入することで入れるマップ。
クランを設立すると「森の小さなアジト」がもらえる。森の小さなアジトはグレードアップができないため、アジトをもっと豪華にするには、「水晶谷のアジト」か「名も無き孤島のアジト」を新たに購入して、グレードアップする必要がある。
また、アジト滞在中はLG（ログレスゲージ）回復速度が2倍になるので、カオスなどでゲージを使い切った場合で急がないなら、ここでまつことをお勧めする。

### 凍結の神殿 AP
アニマプロージョンが常に発生しているマップ。雑魚敵はウェザニスの敵と似ているが、「エルダーゴーレム」「エルダーキングモス」のように、今までのボスモンスターが集結している。非常に強力なモンスターがうようよ徘徊しているので、万全の態勢で臨むことをお勧めする。

## モンスター
大抵のモンスターは、手前は単体で、奥は複数体で存在する。また、普通のモンスターがエリア最浅部にいて、奥地、夜にかけて「エルダー」「グレイト」「エリート」といった、称号付きの強化モンスターとなる（ただし、エルネの森のモリキノポは「グレイト」がレアエネミーとなっている）。また「ロイヤル」「レジェンド」「マスター」といった称号もモンスターは「レアエネミー」と呼ばれ、HPや攻撃力が非常に高くなる。これらのモンスターや、その他のエンカウントのレアエネミーは、「Lv?」のシンボルとしてフィールドに存在する場合もある（大抵は他のシンボルより高速で移動する）

　2012年に実装されたウェザニス大雪山や各秘境エリアでは、レアエネミーから一定確率で「Sレアエネミー」が発生する。大抵のSレアエネミーは、発生時に戦闘BGMが変わる。

ここでは、一部のモンスターとボスモンスターのみ記述する。

### キルギム草原（昼）
グリーンジェル
キルギム草原及びログレス中最弱のモンスター。ノービスであっても一撃で倒せるほど。
ブッファロー
始まりの草原にいるモンスター。このモンスターから、属性攻撃を使うようになる。
ウィンドバード
鳥型のモンスター。草原エリア全体の中では亜種のレアモンスターが一番多い。
カウイーター
巨大な口を持った植物モンスター。対象クエストを受け、このモンスターを8体倒すと、ハンターランクEへ昇格できる。
ホワイトケルピー
悪魔の岩場にいるボスモンスター。強力な水属性攻撃を行う。対象クエストを受け、このモンスターを倒すと、次エリア「ガダルーク山岳地帯（昼）」へと行ける。

### キルギム草原（夜）
ダークジェル
始まりの草原にいる、このエリアの最初のモンスター。弱そうに見えて、「反応/とかす」など攻撃力は強い。対象クエストを受け、このモンスターを10体倒すと、ハンターランクCへ昇格できる。
悪魔キルギム
風鳴きの丘にいるクエストモンスター。圧倒的な土属性攻撃を誇る。対象クエストを受け、このモンスターを倒すと、ハンターランクBへ昇格できる。
ガルーダ
悪魔の岩場にいるクエストモンスター。闇属性っぽいその姿とは裏腹に、風攻が中心。対象クエストを受け、このモンスターを倒すと、新エリア「エルネの森（夜）」へと行ける。
ナイトメアケルピー
悪魔の岩場にいるボスモンスター。ボスモンスターとありながら、ハンターランク昇格やエリア解放などのクエストは無い。ただし、ギルドコールなどでたまに討伐対象になることがある。

### ガダルーク山岳地帯（昼）
岩トカゲ
登山道にいる、このエリアの最初のモンスター。
下っ端ゴブリン
登山道にいるクエストモンスター。対象クエストを受け、このモンスターを倒すと、ハンターランクDへ昇格できる。
エルダー岩トカゲ
渓谷の砦にいる岩トカゲの強化版。対象クエストを受け、このモンスターを10体倒すと、次エリア「キルギム草原（夜）」へと行ける。
ベビーザウルス
渓谷の砦にいる古代武器系クエストのモンスター。
グリフォン
翼獣の巣にいるクエストモンスター。この地域では圧倒的なHPと風属性攻撃を誇り、ソロでの討伐は困難。取り巻きはグレイトロックバード2体。
マッスルゴブリン
秘境へ続く道にいるボスモンスター。圧倒的な物理攻撃を誇り、討伐には防御力の高いナイトが重要になる。対象クエストを受け、このモンスターを倒すと、次エリア「エルネの森（昼）」へと行ける。
リトルサン
秘境へ続く道にいるモンスター。キルギム草原（夜）で発生するグラスライトと形が似ている。この地域に発生するモンスターとはレベルが圧倒的に違い、討伐クエストが出るのももっと先である。対象クエストを受け、このモンスターを倒すと、新エリア「ルムムト砂漠（昼）」へと行ける。

### ガダルーク山岳地帯（夜）
レジェンドケルピー
全ての場所で稀に発生するレアモンスター。姿形はホワイトケルピーとほとんど同じ。レアモンスターの中でも格段に出現頻度が低いが、その代わりにここの他にも、エルネの森の夜と、ルムムト砂漠の昼夜からも、レアモンスターとして出現する。攻撃力も高いが、中でもHPが桁違いに大きく、長期戦は必至。そのためラピッド化の時間も必然的に長くなるため、低レベルで遭遇した場合はまず逃げた方が良い。
ダークグリフォン
翼獣の巣にいるクエストモンスター。昼のグリフォンのような、圧倒的な物理攻撃と闇魔法攻撃だが、種族は鳥なため闇攻も普通に効き、土攻撃が有効。対象クエストを受け、このモンスターを倒すと、このエリアの秘境へ行けるようになる。

### 秘境ー天空の頂
ガイアファントム
秘境レアモンスター「ガイアボーイ」を倒すことで出現するSレアエネミー。悪魔キルギムのような格好をしている。
グランドワーム
秘境レアモンスター「キングメガリスボーイ」「キングスネークソルジャー」を倒すことで出現するSレアエネミー。
ぼてマンドラ
秘境レアモンスター「キングスネークソルジャー」を倒すことで出現するSレアエネミー。細い目をした巨大なマンドラのような姿をしている。他にも、奥地でシンボルとして出ていることもある。
秘境の守護者(ファイター)
奥地のモンスターからのエンカウントで出現する。HPも攻撃力も圧倒的に高い。
秘境の守護者(ナイト)
奥地のモンスターからのエンカウントで出現する。秘境ファイターのようにHPも攻撃力も圧倒的に高い。
真・秘境の守護者
秘境レアモンスター「キングスネークソルジャー」を倒すことで出現するSレアエネミー。形態が3つ存在し、それぞれ、
第一形態（スキル：立チ去レ）→（リベレーション）→第二形態（スキル：警告シタゾ）→（トゥルーリベレーション）→最終形態
となっている。最終形態は真っ黒な骸骨の形をしている。
アースグリフォン
秘境最奥にいるボスモンスター。話しかけることで戦闘開始となる。取り巻きには秘境の守護者が二体いる。

### エルネの森（昼）
試作型ダイナマジロ
迷いの陰樹林にいる、このエリア最初の重要モンスター。取り巻きはダーティオイルだが、攻撃力は割と低め。対象クエストを受け、このモンスターを倒すと、ハンターランクAへ昇格できる。
マザープラント
メヌール湿地にいるモンスター。討伐クエストが出るのはかなり後だが、それほど強くはない。対象クエストを受け、このモンスターを倒すと、このエリアの秘境へ行けるようになる。
ポイズンブルー
世界樹の園にいるクエストモンスター。その名の通り、毒による攻撃が多い。対象クエストを受け、このモンスターを倒すと、新エリア「ガダルーク山岳地帯（夜）」へと行ける。
グランドイーター
世界樹の園にいるボスモンスター。アニマサンドリアの形をしている。

### 秘境ー世界樹内部
秘境の守護者(スナイパー)
下層のモンスターからのエンカウントで出現する、弓使いの守護者。
秘境の守護者(スポッター)
下層のモンスターからのエンカウントで出現する、弓使いの守護者。
ビッグゲノムジェル
下層のモンスターからのエンカウントで出現するSレアエネミー。
メメント・モリ
下層のモンスターからのエンカウントで出現するSレアエネミー。HPが非常に高い。
ハリケーンドラゴン
下層の最深部にいるボスモンスター。アースグリフォンのように、取り巻きに秘境の守護者が二体いる。
エウロスファントム
???のモンスターからのエンカウントで出現するSレアエネミー。

### エルネの森（夜）
レジェンドケルピー
全ての場所で稀に発生するレアモンスター（前述参照）。
レインボーラビット
世界樹の園にいるレアモンスター。他のモンスターとちがい、このモンスターにはオスとメスが存在する。
キングモス
世界樹の園にいるボスモンスター。

### ルムムト砂漠（昼）
レジェンドケルピー
全ての場所で稀に発生するレアモンスター（前述参照）。
量産型ダイナマジロ
リラブリ谷にいるクエストモンスター。このモンスターには、発明王ゴブソンの発明品「メルトアーマー」がないと攻撃すら与えられない。また、「ジャミング装置」がないとファイターやナイトの物理攻撃が与えられない。対象クエストを受け、このモンスターを倒した後、下記のモンスターを倒すと、次エリア「ウェザニス大雪山（昼）」へと行ける。
パーフェクトダイナマジロ
クエスト用エリア「決戦のウンデア洞窟」にいるクエストモンスター。量産型ダイナマジロのように、発明王ゴブソンの発明品４つ（それぞれ、「メルトアーマー」「ジャミング装置」「パワーリミッター」「アンチダイナノ」）がなければ討伐はほぼ不可能。また、一定時間結果するとプレイヤーにたいしてバフ効果のスキルを使用してくる。
ゴーレム
ボエナケプールにいるボスモンスター。巨大な腕を持つ二足歩行のモンスターで、取り巻きには「ゴーレムビット」がいる。ゴーレムビットは、何度倒しても、ゴーレム本体の「ビット生成」によって何回でも復活してしまう。

### 秘境ー砂漠の遺跡
ルーインスコーピオン
廃墟のモンスター。「ルーインスコーピオンアサシン」という、小型のモンスターがいる。
ルーインアント
廃墟のモンスター。「ルーインワーカーアント」という、小型のモンスターがいる。
デスストーカ
廃墟のSレアエネミー。キングフレイムボーイの「仲間を呼ぶ」で出現する。
ファイアバード
廃墟のキングフレイムボーイの「仲間を呼ぶ」で出現するSレアエネミー。残りHpが少なくなると「リザレクション」を使用し全回復する。
プロメテウスファントム
???のモンスターからのエンカウントで出現するSレアエネミー。
秘境の守護者（プリースト）
地下のモンスターからのエンカウントで出現するSレアエネミー。縛鎖スキルを使用する。
秘境の守護者（マジシャン）
地下のモンスターからのエンカウントで出現するSレアエネミー。EX武器のスキル「アルテミス」を使用する。
ブレイズクイーン
地下の最深部にいるボスモンスター。他秘境と同じように、取り巻きに秘境の守護者が二体いる。

### ルムムト砂漠（夜）
レジェンドケルピー
全ての場所で稀に発生するレアモンスター（前述参照）。水属性のモンスターだが、ここにも普通に出現する。
キマイラ
ボエナケプールにいるボスモンスター。ゴーレムのように「キマイラビット」がいるが、ビット生成は行わない。

### ウェザニス大雪山（昼）
大根マンSP
タムール湖のレアモンスターであるホッパープリンスのスキル「仲間を呼ぶ」で出現するSレアエネミー。本作最初のSレアエネミーで、BGMも普段のときとは異なる。
試作型ダイナマジン
タムール湖にいるクエストモンスター。ゴーレムのような、二足歩行のロボット。ダイナノ製のメカだが、ゴブソンの発明品は必要ない。
パーフェクトダイナマジロ2号
タムール湖にいるクエストモンスター。パーフェクトダイナマジロの発展型モンスターで、こちらはダイナマジンと違って発明品が必要である。
雪月花
タムール川にいるボスモンスター。ポイズンブルーのような形をしている。行動時に850もダメージを受ける「もうどく」スキルが特徴。

### ウェザニス大雪山（夜）
イビルダイバー
タムール川にいるクエストモンスター。これより先へ行くにはこのモンスターを倒す必要がある。イビルホッパー自体はそれほど難しくないが、取り巻きであるエルダースノウホッパーのスキル「イビルステップダンス」という、回避+300のスキルが非常に厄介。これを止めるには、ペンギン用まきびしというアイテムを使用する必要がある。
ビッグフット
タムール川にいるクエストモンスター。巨大なゴブリンの姿をしている。これより先へ行くにはこのモンスターを倒す必要がある。「ブチギレ」「パーフェクトゴブリン」と呼ばれる強力なスキルがあり、それぞれに解除アイテムも存在する。
グレイシャーイーター
タムール湖にいるクエストモンスター。グランドイーーターのような姿をしている。一番厄介なのは、物理攻撃か魔法攻撃が無効になるスキルで、どれも「真実の風」によって解除可能。このモンスターを倒すと、（手なずけたという設定で）神獣エリアへと行ける。
ベヒモス
タムール湖にいるレアモンスター。この地域最強のモンスターである。

### 凍結の神殿 AP
キノポン、イビルサンタ
いずれも、レアモンスターの「仲間を呼ぶ」スキルで出現するSレエネミー。
エルダーゴーレム、エルダーダークグリフォン、エルダーキングモス、エルダーキマイラ
いずれも、他地域のボスモンスターの強化版。
アイスアクエリアス
中ボスで、このモンスターを倒さないと上層部へ行けない。アニマではないが、アニマ用の「アクエリアス攻撃／防御×〜」は有効。
アニマ 氷の女王
上層部のエンカウントモンスターである、シュラインスピリットの「女王へ報告」で出現するボスモンスター。Sレアエネミー扱いなのか、BGMは変わる。

## アニマ
本作におけるストーリーを追うクエスト。通常の場合、APフィールドと呼ばれるフィールドで、その地域の雑魚モンスターが大量発生している。その中心にはボスが存在しており、これを倒すことによって、アニマプロージョンが止められるとされている。

### アニマについて
APフィールドには、アニマ特有のBGMが流れ、戦闘時も通常の戦闘BGMはならない。ボスとの戦闘に時には、背景が紫色の独特な背景になる。
ボスのアニマは、共通スキルとして「ソウルエクステンション」があり（ヴィレインは「ブラッドエクステンション」という名になっている）、HPが半分を切ると必ず発動する。大抵の場合、追加スキルや、アクティブゲージの速度が上がったりする。

アニマ討伐作戦では、「真アニマ」が出現する。圧倒的に強く、リュミエールのように、取り巻きにビットもいる。

### 種類
アニマ フレイラス
最初のアニマ。クエスト「アニマ出現」のボス。渓谷の砦APに常時1体おり、背中としっぽに火がついた岩トカゲのような格好である。通称「火アニマ」で、火属性の攻撃が主体である。
アニマ アクエリアス
クエスト「赤い英雄」のボス。風鳴きの丘APにおり、水色のケルピーのような格好である。通称「水アニマ」で、水属性の攻撃が主体である。
アニマ サンドリア
クエスト「不気味な予言士」のボス。秘境へ続く道APにおり、巨大なミミズのような格好。通称「土アニマ」で、土属性の攻撃が主体である。
アニマ トルネイル
クエスト「不気味な予言士」のボス。メヌール湿地APにおり、三角頭と小さな翼をつけた竜のような格好。通称「風アニマ」で、風属性の攻撃が主体である。実は、グリュネマスター・ナジルによって、人為的に作られたアニマである。
アニマ ヴィレイン
クエスト「女王さらわる」のボス。 木の葉の絨毯APにおり、試作型ダイナマジンに似た、人形のアニマ。通称「闇アニマ」で、闇属性の攻撃が主体である。
アニマの幻影
クエスト「光の幻影 中編」のボス。 翼獣の巣APにおり、青白いグリフォンのような格好。唯一、このアニマには+がない。また、属性攻撃を使わないアニマでもある（が、光魔法攻撃は普通に使う）。
アニマ リュミエール
クエスト「光の幻影 後編」とその+クエストのボス。ウンデア洞窟APにおり、姿形はアニマの幻影と全く同じ。また、唯一このアニマには取り巻きがおり（リュミエールビット×2）、また、通称「光アニマ」と言われているが、アニマの幻影のように属性攻撃も使用しない（が、光魔法攻撃は普通に使う）。
真・アニマリュミエール
クエスト「光の幻影 特別編」のボス。夜プールで出現し、ビットが３体存在する。

## カオス
ログレスにおけるボスイベントの一つで、"カオスプロージョン"と呼ばれる、モンスターの圧倒的な進化によって発生したものとされている。「カオスの洞窟」と呼ばれるカオスプロージョン時のみ出現する専用ステージで行われる。カオスプロージョン発生の10分前に、5つのクランでマッチングが行われ、それぞれで戦うため、このステージはchなどの概念が無い。また、何十人での戦闘を想定しているので、HPが桁違いなのが特徴的である（+1でもHPは100万を超える）
また、カオスクリスタルでの戦闘に入る前に≪行動回数≫を選択することができ、LG（ログレスゲージ）を一定量消費することによりカオスとの戦闘時の行動回数を決定する。
≪行動回数≫は、攻撃だけでなく、アイテム使用や、援護魔法使用ごとに１つ減っていき、0になると、≪撤退（バトル離脱）≫か≪復活（150LG消費）≫の選択肢が出る。

カオスの洞窟には、様々なモンスターが数多く発生している。これらのモンスターを倒していくと、稀にカオスを発見できる。発見したカオスはフィールド中央の「カオスクリスタル」に出現し、クランメンバー全員で共闘して倒す（ただし、全員が同じ場所に立って戦うのではなく、先着順に５人ずつで共闘する）。これを繰り返していくのである。また、カオスはアニマのように倒す度に強くなっていき、HPも攻撃力もどんどん増えていく。カオスにダメージを与える度にカオス討伐ポイントを獲得し、そのポイントの100分の1の値のGPを獲得できる（小数点以下は切り捨て）。

カオスにはいくつか種類があり、主に「アニマ〜」のカオスバージョン（例えばカオスフレイラス）と、カオスオリジナルのもの（例えばカオスオーガなど）がある。カオス洞窟では、稀にこれらのボスに関連したシンボルが現れることがあり（例えばカオスフレイラスならアニマフレイラス、カオスオーガならビッグフット）、カオス発見中なら、100%、カオスを発見することが出来る。

また、通常のカオスを大幅に強化した「レアカオス」もあり、カオス発見時に、稀にレアカオスも発見できる。ほとんどの場合、通常カオスの色違いで、属性やスキルも変わる。また、討伐時間期限が3分と短く、それ以上経っても討伐できない場合は逃亡してしまう。逃亡した後は、そのカオスの+を倒すまで、新しいカオスの発見ができない。このため、レアカオスは通常のカオスより討伐報酬が豪華である。

## ラジオ
2015年1月4日から3月29日まで文化放送で放送された。パーソナリティは石田晴香と青木瑠璃子。
| 文化放送 日曜21時台前半 | 文化放送 日曜21時台前半  | 文化放送 日曜21時台前半            |
| 前番組                  | 番組名                   | 次番組                             |
| ----------------------- | ------------------------ | ---------------------------------- |
| Radio キタエリあっ!     | 剣と魔法のログレスラジオ | 村川梨衣・大坪由佳のムラツボ研究所 |

## サービス提供運営ゲームサイト
- マーベラスAQL
- ハンゲーム
- モバゲー
- mixi